# Yawning Glacier
Der Yawning Glacier (dt. etwa „gähnender Gletscher“) ist ein Gletscher im North Cascades National Park im US-Bundesstaat Washington; er liegt an den Osthängen des Magic Mountain. Der Gletscher fließt von etwa 6.800 ft (2.073 m) bis auf etwa 6.200 ft (1.890 m) hinunter. Der S-Gletscher liegt etwa 0,75 mi (1,2 km) südlich, der Cache-Col-Gletscher etwa 1 mi (1,6 km) nordwestlich.